# الإسكندر الأول المقدوني
الإسكندر الأول المقدوني (باليونانية القديمة:Ἀλέξανδρος ὁ Μακεδών) كان ملك مملكة مقدونيا القديمة حكم من العام 498 قبل الميلاد إلى العام 454 قبل الميلاد. وهو ابن الملك المقدوني أميتاس الأول من زوجته أويريديس، خلف أباه في حكم مقدونيا وخلفه على عرش مقدونيا ابنه البكر أليكتاس الثاني المقدوني وبعد أليكتاس الثاني حكم ابنه الثاني بيرديكاس الثاني المقدوني.

## عداوته وخضوعه للفرس
طبقا لهيرودوت كان الإسكندر الأول معاد للإمبراطورية الأخمينية الفارسية، خاصة بعد قصة قتله لمبعوثي الملك الأخميني داريوش الأول في فترة الثورة الإيونية، وكان ذلك في احتفال أقامه المقدونيون، قام فيه هؤلاء المبعوثين بالتصرف بطريقة غير لبقة أثناء الحفل الأمر الذي دفع الإسكندر الأول لقتلهم. وبالرغم من المعاداة التي كان الإسكندر يوليها للفرس إلا أنه كان مضطرا لمسايستهم خاصة في أثناء حملات خرخس الأول بن داريوس على اليونان على أمل أن تأتيه الفرصة المناسبة للنيل منهم.

## مساعدته وانقلابه على الفرس
عمل الإسكندر كممثل عن الحاكم الفارسي ماردونيوس في مناقشات اتفاقية السلام بعد معركة سالاميس 480 ق.م. والتي مني فيها الفرس بالهزيمة. كما أنه تعاون مع بلاد فارس وساندهم كثيرا بالإضافة إلى أنه أعطاهم الكثير من المعلومات عن أوضاع بقية المدن اليونانية، وحذر ماردونيوس من خطط اليونان قبيل معركة بلاتايا في 479 قبل الميلاد.
بعد هزيمة الجيش الفارسي في يلاتايا تحت قيادة أرتابازوس حاول أرتابزوس التراجع إلى آسيا الصغرى. ولكن عند مصب نهر ستريمون قامت جيوش الإسكندر الأول بمهاجمة تلك القوات الفارسية والتي كان عددها 43,000 وأردوهم قتلى وهكذا استطاع الإسكندر الأول استعادة استقلال مقدونيا.

## الألعاب الأولمبية
بالرغم من أن المقدونيين كانوا شعوبا بربرية بنظر الأقلية اليونانية إلا أن الإسكندر ادعى انحداره من اليونانيين الأرغوسيين وبأنه من سلالة هرقل الأمر الذي لم يتم الاعتراف به حتى قيام قضاة الألعاب الأولمبية الـ «هيلانوديكاي» في البلاط الإليني بالمصادقة على صحة إدعائه، الأمر الذي سمح له بالمشاركة في الألعاب الأولمبية  والتي أقيمت أغلب الظن في العام 504 قبل الميلاد تاريخ مقدونيا الكتاب الثاني  حيث كان شرف المشاركة منوطا باليونانيين فقط.

## بلاط الإسكندر
قام الإسكندر بتشكيل بلاطه الملكي الخاص بعد قيام بلاط أثينا وكان من محبي ومتبني الشعراء فكان راعيا للشاعرين بيندار وباخيليدس، الذين كرسا قصائدهم للإسكندر.

## وصلات خارجية
- مقدونيا زمن الإسكندر الأول (خريطة)
- الإسكندر الأول المقدوني ويليام سميث صفحـ118ـة